# Panchira

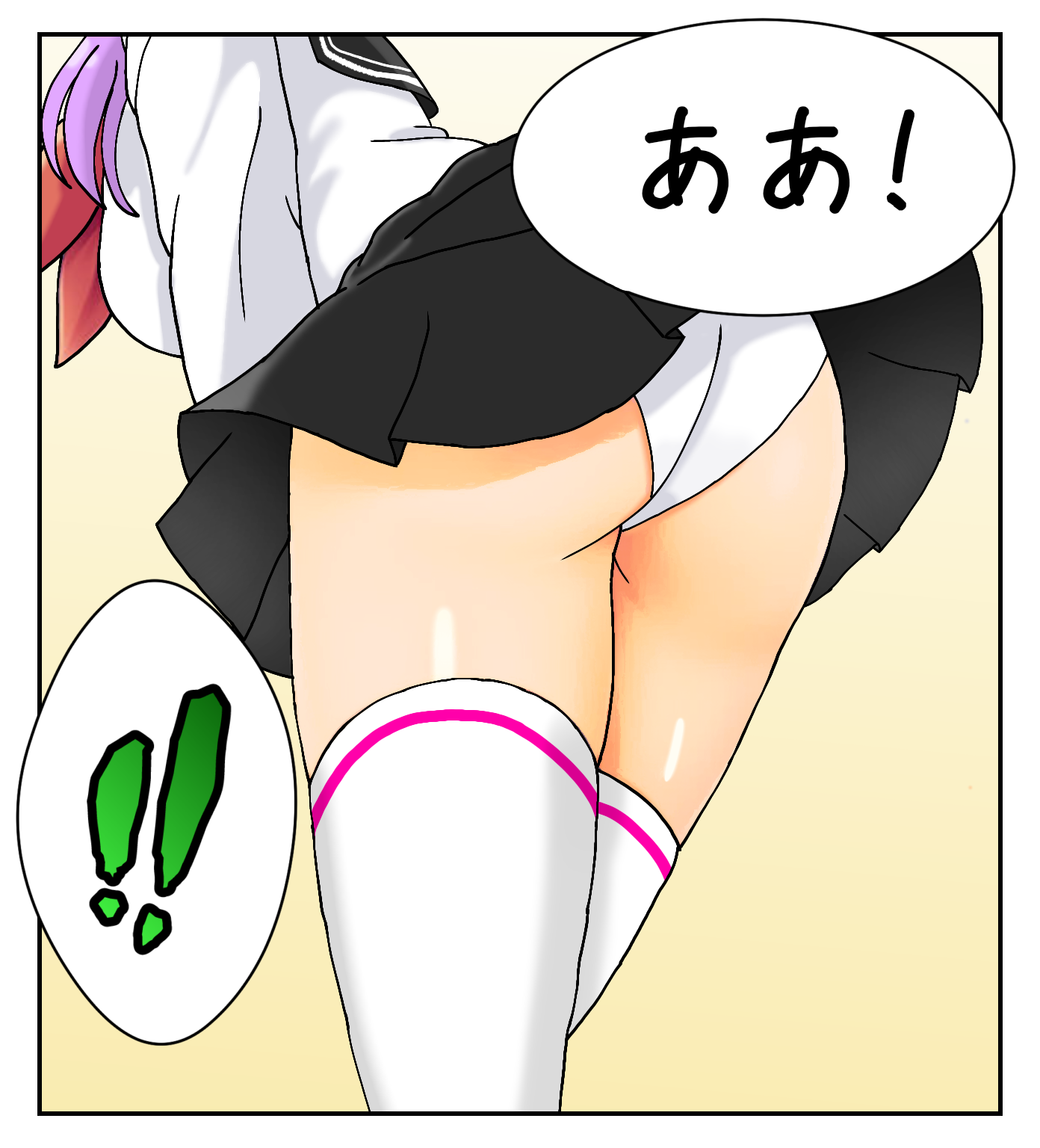
Một ví dụ về panchira

Panchira (パンチラ) là một từ tiếng Nhật để chỉ việc vô tình nhìn thấy quần lót của phụ nữ. Thuật ngữ này hàm chứa ý nghĩa gợi dục tương tự như từ upskirt trong tiếng Anh.